# Joaquim Chissano

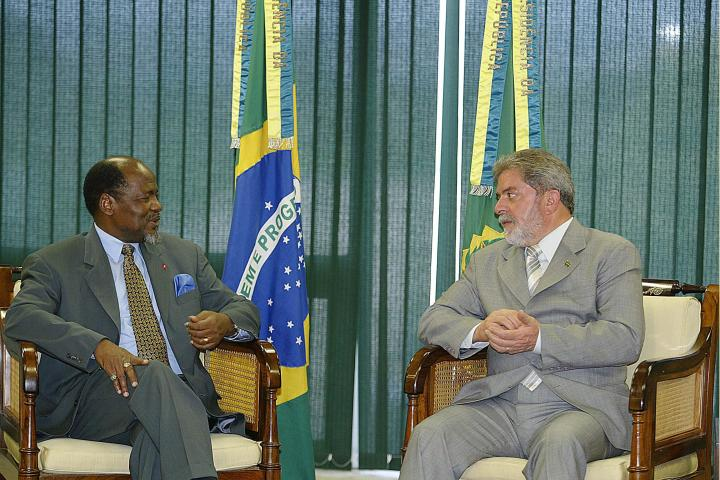
Joaquim Chissano i möte med Brasiliens president Lula da Silva vid ett statsbesök i Brasilien 2004

Joaquim Alberto Chissano , född 22 oktober 1939 i Gaza-provinsen, är en moçambiquansk politiker.
Joaquim Chissano var president i Moçambique oktober 1986–februari 2005. Han är gift med Marcelina Rafael Chissano och har fyra barn.

## Uppväxt och utbildning
Joaquim Chissano föddes i byn Malehice i  Chibuto-distriktet i Gaza-provinsen i det som då kallades Portugisiska Östafrika. Han var den förste svarta pojke som gick i kolonins enda gymnasium, Liceu Salazar i Lourenço Marques (nuvarande Maputo).
Därefter utbildade han sig i medicin vid Lissabons universitet i Portugal, men fick avbryta studierna på grund av sin politiska agitation och flydde till Tanzania.

## Politisk karriär
I Tanzania blev Joaquim Chissano tidigt assistent till Eduardo Mondlane och ansvarig för utbildning.  År 1964 fick han ansvar för den militära avdelningen och genomgick från samma år militär utbildning i Sovjetunionen. Efter sin återkomst återtog han ansvaret för utbildningsavdelningen och arbetade som lärare i Frelimos skolor i Tanzania. Efter militär vidareutbildning 1966, varefter han blev ansvarig för säkerhetsfrågor. År 1968 blev han invald i Frelimos centralkommitté och 1968 tillika Frelimos representant i Tanzania. 
Joaquim Chissano spelade en central roll i förhandlingarna som ledde fram till 1974 års Lusaka-fördrag med Portugal om Moçambiques självständighet. Samma år i september blev han vid 35 års ålder premiärminister i övergångsregeringen, och efter självständigheten i juni 1975 utrikesminister.
Joaquim Chissano blev president 1986, efter det att president Samora Machels regeringsflygplan kraschat i bergsområdet mellan Moçambique, Sydafrika och Swaziland. Som statschef genomförde han viktiga socioekonomiska reformer, en mer demokratisk grundlag 1990 och öppnade landet för flerpartisystem och en marknadsekonomi.
Efter inbördeskriget i Moçambique 1977–1992, vilket ledde till att Renamo-rebellerna blev en etablerad politisk kraft, vann han presidentvalen 1994 och 1999. Vid det senare valtillfället vann han över den tidigare rebelledaren med 52,3 % mot 47,7%. Han valde att inte ställa upp som kandidat i 2004 års presidentval, vilket var tillåtet enligt landets grundlagar.
FN:s generalsekreterare Kofi Annan utnämnde Joaquim Chissano till sitt speciella sändebud för norra Uganda och Sydsudan i december 2008 i ett försök att bilägga inbördeskriget mellan Uganda och Lord's Resistance Army (LRA).
År 2007 blev Joaquim Chissano den förste mottagaren av Mo Ibrahim-priset för afrikanskt ledarskap.